# La Combattante (P735)
Pour les autres navires du même nom, voir La Combattante.
La Combattante (indicatif visuel P735) est un patrouilleur de la marine française, en service actif depuis 2020 dans les Forces armées aux Antilles (FAA). Il est le troisième et dernier de la classe La Confiance, désignée par la Marine « patrouilleurs Antilles Guyane » (PAG).

## Historique
Ce troisième navire de la classe La Confiance est commandé fin 2017, en partie à la suite du passage de l'ouragan Irma cette même année aux Antilles qui avait dévasté Saint-Martin et montré la faiblesse des moyens navals des Forces armées aux Antilles dans la zone Caraïbe.
La coque est construite aux chantiers de la Socarenam à Saint-Malo, mise à l'eau le 22 novembre 2018, puis remorquée à Boulogne-sur-Mer où le navire est achevé. La Combattante est baptisée le 12 juin 2019 à Saint-Malo,, sa ville marraine. Le navire part ensuite vers Brest pour armement et réalisation d'essais opérationnels, jusqu'à son départ fin juillet.    

## Mission
Le PAG arrive le 7 aout 2019 en Martinique, puis il est livré le 2 octobre après son déploiement de longue durée. Après son ASA le 23 janvier 2020, le bâtiment rejoint le 20 février suivant la flotte de la Marine nationale à Fort-de-France en Martinique, où il a pour mission la police des pêches, la lutte contre les trafics illicites, la protection des approches maritimes françaises et la sauvegarde des personnes.

## Carrière opérationnelle
Le 13 mai 2021, le patrouilleur, en coordination avec les douanes françaises, arraisonne une yole et ses occupants participant à un trafic illicite de stupéfiants entre la Martinique et Sainte-Lucie.
Une nouvelle saisie de 20kg de cannabis est réalisée le 3 juin 2022 par La Combattante. 
Le 21 juin 2023, le patrouilleur intègre la force opérationnelle "Jeanne d'Arc" au large de la Martinique en compagnie du porte hélicoptère amphibie Dixmude, et de sa conserve, la frégate de surveillance  Germinal ainsi que du bâtiment de soutien et d'assistance outre-mer Dumont d'Urville.  Le 28 novembre 2023, La Combattante intercepte au sud-est de la Barbade un navire de pêche vénézuélien, y saisissant 3,5 tonnes de cocaïne, réparties en 119 ballots. Cargaison et équipage sont remis aux autorités vénézuéliennes.
Du 20 au 29 janvier 2024, La Combattante participe à une mission de coopération de lutte contre les trafics illicites avec le patrouilleur Colombien ARC Victoria. A cette occasion, le bâtiment fait escale à Carthagène du 26 au 30 janvier.